# Kagan bek
Kagan bek je bil naslov vrhovnega poveljnika hazarske vojske.

## Zgodovina
Vrhovna oblast v hazarski državi je bila razdeljena med kagana in beka oziroma kagan beka. Arabski zgodovinarji iz tistega obdobja trdijo, da je bil  kagan samo duhovni vladar z omejenimi pooblastili, kagan bek pa je bil odgovoren za državno upravo in vojaške zadeve. 
V Hazarski korespondenci hazarski kralj Jožef sebe istoveti z vladarjem Hazarov in svojega sovladarja sploh ne omenja. Njegova trditev odpira vprašanje, ali je bil kagan ali bek. Opisi njegovih vojnih pohodov kažejo na to, da je bil verjetno bek. Kakorkoli že, v Schechterjevem pismu se kralj Jožef nima za kagana. Tretja možnost je, da so Hazari do leta 950-960, ko je Hazarska korespondenca nastala, oba položaja združili v enega ali pa so beki izpodrinili kagane ali obratno. 
Nekateri viri trdijo, da je imel hazarski bek enak položaj kot gokturški ishad ali arabski malik, čeprav se je arabski naslov malik uporabljal tudi za kralja. Kagan bek je bil teoretično podrejen kaganu, v resnici pa verjetno ni bilo tako, saj je obvladoval vojsko in državno upravo Hazarskega kaganata.
V 9. in 10. stoletju je v Hazarskem kaganatu vladala dinastija Bulanidov, ki so bili dedni kagan beki is so tvorili vzporedno oblast, primerljivo z japonskim šogunatom. 